# Rangoon
Rangoon, officielt Yangôn, er den største by og tidligere hovedstad i Burma (Myanmar). Byen har 6.874.000(2022)indbyggere og er beliggende ved Yangôn-floden.
Væsentlige eksportartikler fra byen omfatter ris, teaktræ, petroleum, uld og jernmalm. Byen har rismøller, savværker, olieraffinaderier og stål-, jern- og kobberindustri.
Byen blev sandsynligvis grundlagt i det 6. århundrede. Byen var dog, indtil den blev gjort til hovedstad i 1753 af kong Alaungapaya, en lille fiskerlandsby. Byen kom under britisk suverænitet i 1852. I 1930 blev byen ramt af et stort jordskælv og en flodbølge, som ødelagde størstedelen af byen.
Under 2. verdenskrig besatte japanske styrker byen den 8. marts 1942.
Hovedstaden blev flyttet til Naypyidaw d. 7. november 2005.